# Patxi Ferreira
Francisco "Patxi" Ferreira Colmenero (født 22. maj 1967 i Saucelle, Spanien) er en spansk tidligere fodboldspiller (midterforsvarer). Han spillede to kampe for Spaniens landshold.
På klubplan spillede Ferreira primært for Athletic Bilbao og Atlético Madrid, og vandt to Copa del Rey-titler med Atlético.

## Titler
Copa del Rey
- 1991 og 1992 med Atlético Madrid